# Kevin O’Donovan
Diarmund Kevin O’Donovan (ur. 16 listopada 1921 w Ballydehob, zm. 3 maja 1992 w Kilkenny) – irlandzki koszykarz, uczestnik Letnich Igrzysk Olimpijskich 1948.
Był uczestnikiem igrzysk w Londynie. Razem z kolegami z reprezentacji zajął 23. miejsce, jednak jego drużyna przegrała wszystkie mecze turnieju.